# Velofahren in Zürich

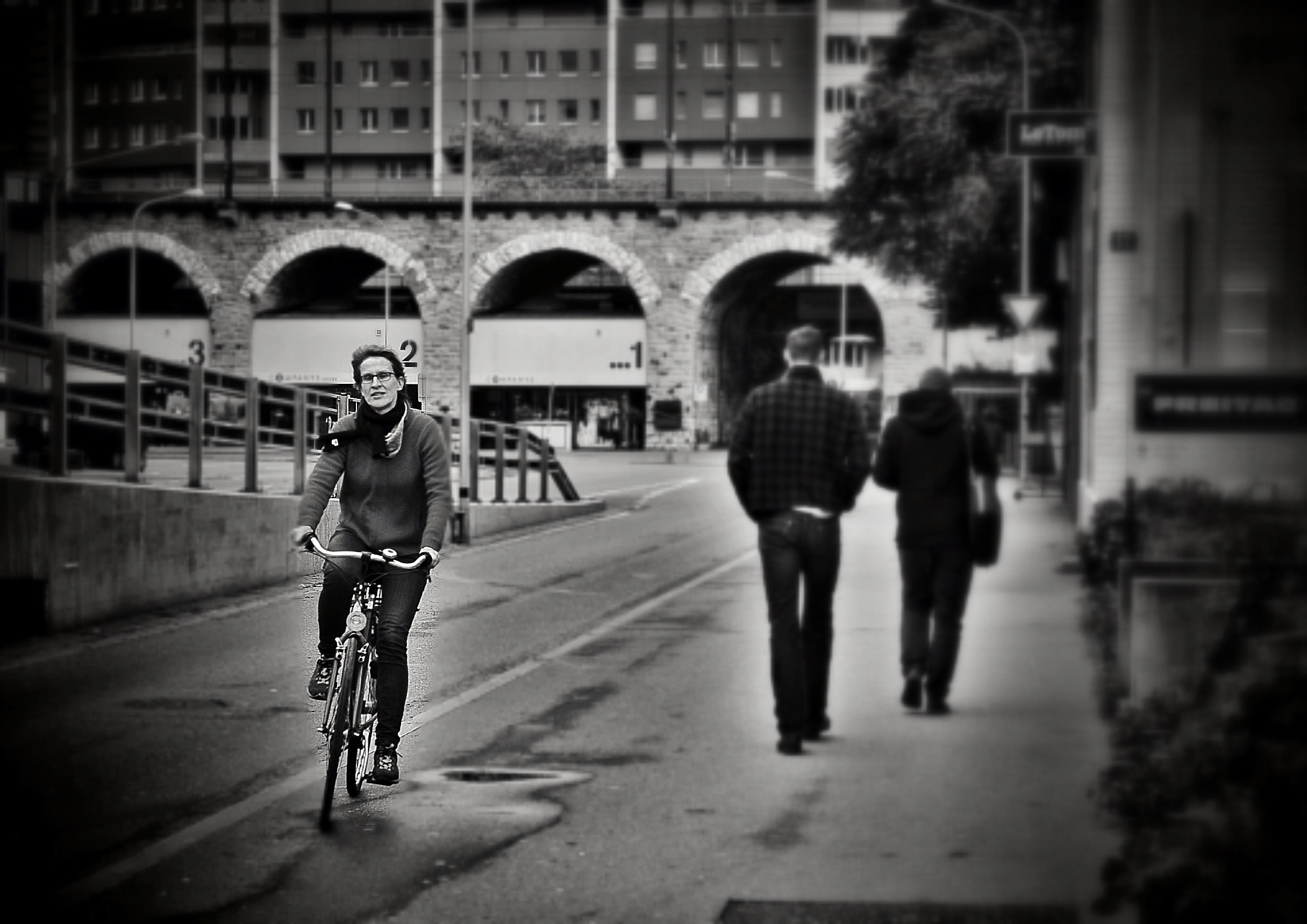
Velofahrerin vor dem Aussersihler Viadukt

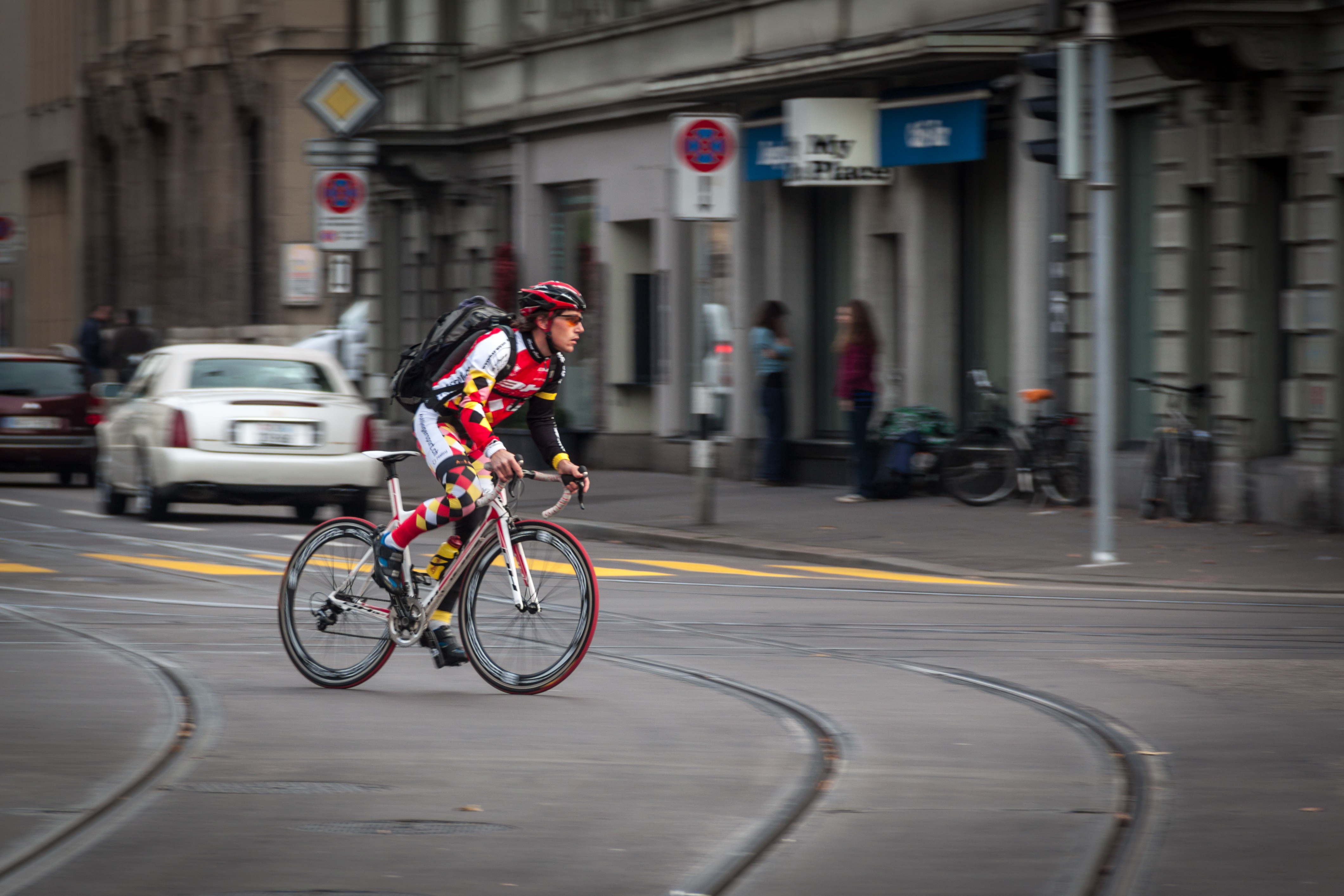
Rennvelofahrer am «Pfauen»

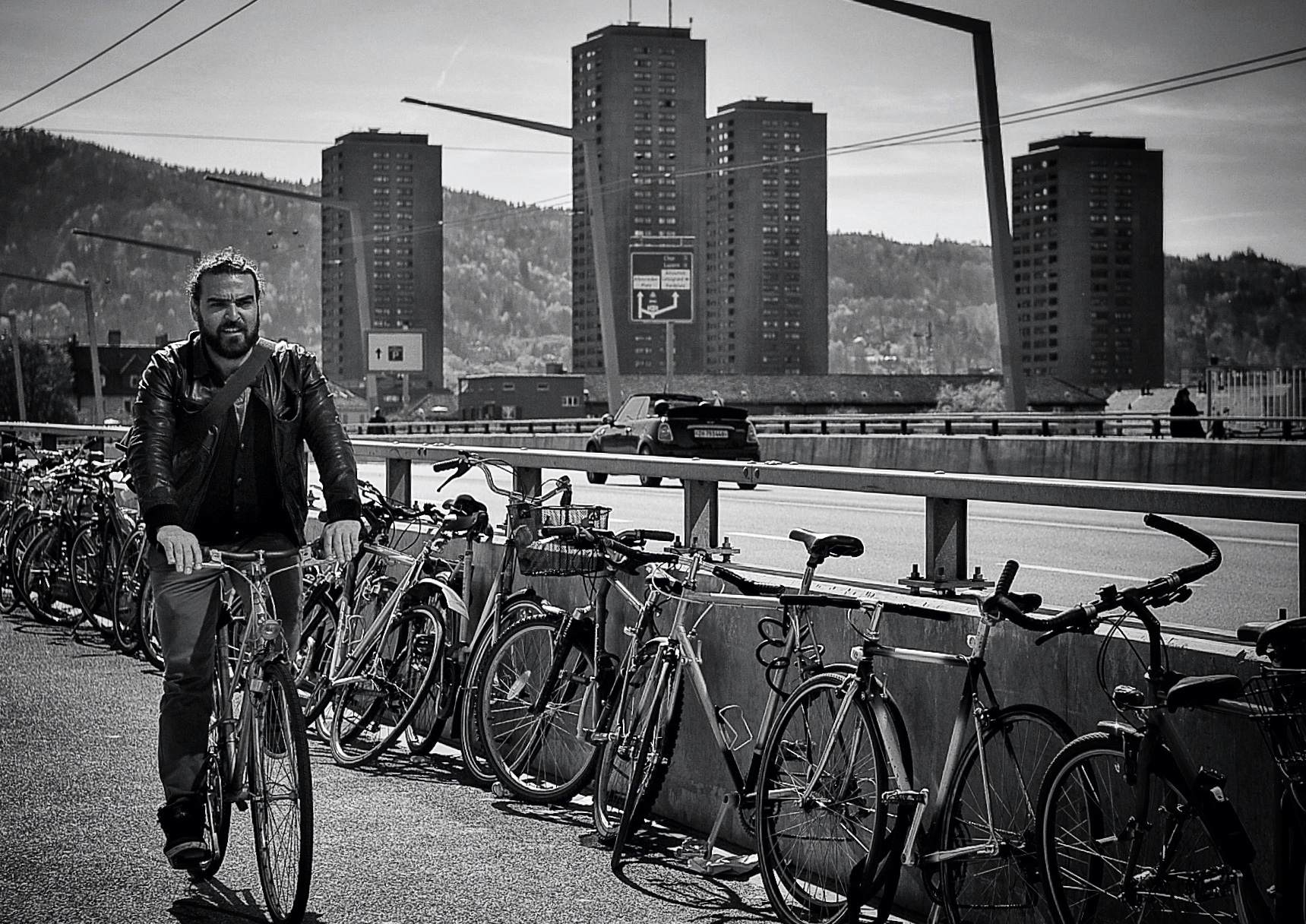
Beim Bahnhof Hardbrücke abgestellte Velos

Velofahren in Zürich ist eine wichtige Art der Fortbewegung innerhalb von Zürich, der grössten Stadt der Schweiz. Der Veloverkehr in Zürich hatte 2021 einen Anteil von 11 % am Modalsplit, gemessen als Anteil der Wege als Hauptverkehrsmittel. Der Veloverkehr in Zürich ist am Wachsen und wird gefördert. In zahlreichen Volksabstimmungen auf kommunaler, kantonaler und nationaler Ebene hat die Stadtzürcher Stimmbevölkerung einer zusätzlichen Veloförderung mit klaren Mehrheiten zugestimmt. Dennoch gilt Zürich als die velounfreundlichste Grossstadt der Deutschschweiz. Sie rangierte im April 2022 beim vierjährlichen PRIX Velostädte von Pro Velo Schweiz auf dem letzten Rang aller 45 bewerteten Schweizer Gemeinden, gemeinsam mit Sion.

## Förderung des Veloverkehrs
Zürich verfügt seit 2012 über einen Masterplan zur Veloförderung. Dieser formuliert drei zentrale Ziele: Ein Wachstum des Anteils des Velos im Modalsplit und die Frequenzverdoppelung bis 2025, verbesserte Sicherheit für Velos sowie eine Zunahme der Velonutzung in allen Teilen der Bevölkerung, aber vor allem bei Jugendlichen und Kindern. Dafür formuliert der Masterplan sechs Handlungsfelder. Neben Verwaltungsreformen (Handlungsfeld «Verankerung in der Verwaltung») und der Infrastrukturförderung («Attraktive und sichere Infrastruktur») sind das zusätzliche Verkehrskontrollen bei Velofahrenden als «Verkehrsklima und -verhalten» sowie «Velofahren für alle» durch Mobilitätsmanagement. Dazu kommt «Kommunikation und Dienstleistungen», welches auch die Einrichtung eines Veloverleihsystems beinhaltet und schliesslich «Evaluation und Wirkungskontrolle» als sechstes Handlungsfeld.
1984 wurde über die städtische «Veloweginitiative» mit der Forderung eines durchgehenden Velowegnetzes mit 200 Kilometern Gesamtlänge abgestimmt. Diese Initiative wurde mit 76 % der Stimmen angenommen. 1985 wurde die kantonale «Veloförderungsinitiative Kanton Zürich» angenommen, am 23. September 2018 der Bundesbeschluss über die Velowege als Gegenentwurf zur Initiative «Zur Förderung der Velo-, Fuss- und Wanderwege (Velo-Initiative)».
Am 27. September 2020 nahm die Zürcher Stimmbevölkerung die «Velorouten-Initiative» mit über 70 % Zustimmung an. Die Initiative fordert die Erstellung von 50 Kilometern Veloschnellrouten auf Quartierstrassen bis 2030. Eine Absage erteilte die Stadtregierung dem Ruf nach Pop-up-Velowegen, mit welchen viele andere Städte auf die veränderten Mobilitätsbedürfnisse in der Corona-Pandemie reagierten.
Seit Anfang 2021 dürfen Velos bei roten Ampeln, welche eine entsprechende Signalisation aufweisen, sowie der Gewährung des Vortritts für Fussgänger, rechts abbiegen. An einer Pressekonferenz am 19. März 2021 wurde von den beiden Stadtratsmitgliedern Richard Wolff und Karin Rykart die neue «Velostrategie 2030» vorgestellt, welche auf dem vorherigen Masterplan basiert und ihn ablöst. Anstatt von Veloschnellrouten wird neu von Velovorzugsrouten gesprochen, da «schnell» bedrohlich wirke. Die Strategie basiert auf drei «Stossrichtungen»: Erstens die Erstellung von über 100 Kilometer autoarmen Vorzugsrouten, zweitens eine positive Velokultur durch Sicherheits- und Verhaltenskampagnen und Massnahmen wie Geschwindigkeitsreduktionen. Dritte Stossrichtung ist die «gesamtheitliche Sicht» mit Berücksichtigung des Velos ab Beginn neuer Planungsprojekte und frühem Einbezug der Quartierbevölkerung sowie Interessenvertretung für das Velo bei Kanton und Bund. Die neue Strategie wurde in den Medien als eine reine Umbenennung der vorherigen Werkzeuge kritisiert. Die SP der Stadt Zürich benannte die Abkehr von autofreien Schnellrouten zu autoarmen Vorzugsrouten als eine Nichtumsetzung der Velorouten-Initiative. Weiter wurde die mangelnde konkrete Umsetzung bemängelt.
Seit 2021 betreibt eine Gruppe von Velofahrenden aus Zürich eine App und Website mit dem Namen VelObserver in der die Fortschritte in der Veloinfrastruktur auf einer Webkarte dokumentiert werden. Die Gruppe kritisiert die Daten, welche von der Stadt zur Verfügung gestellt werden als ungenügend. Im September 2021 werden 95 % der Vorzugsrouten als 'knapp daneben' oder schlechter bewertet.

### Bemerkenswerte Infrastrukturprojekte

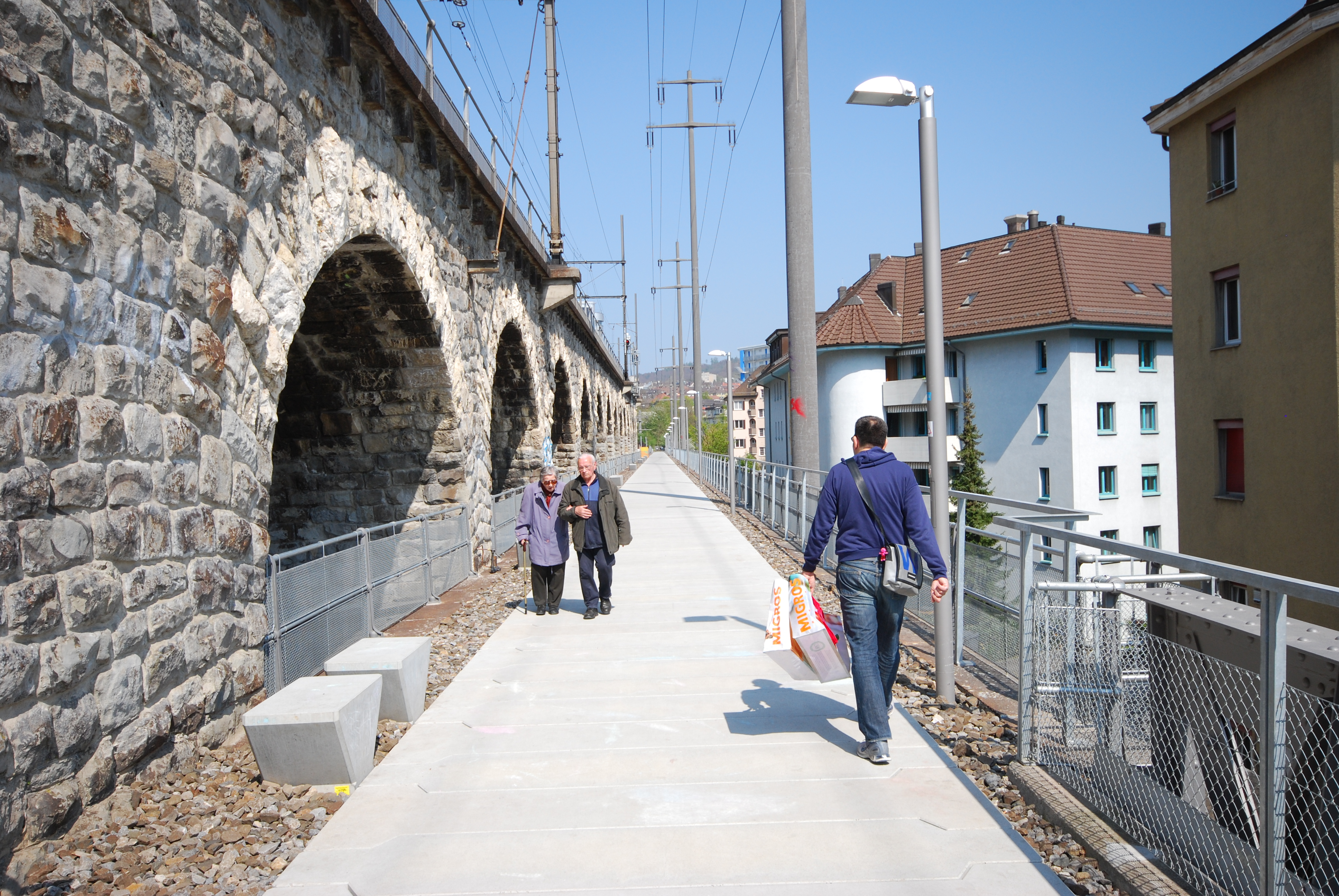
Gehweg auf dem Lettenviadukt. (Frühling 2010)

#### Velobahnhof
In der Folge der Veloweginitiative von 1984 wurde 1988 ein ambitioniertes Projekt für eine Veloquerung und -station unter dem Bahnhof, entlang der Sihl, vorgelegt. Die vorgesehene Velostation beinhaltete rund 2000 Abstellplätze. Das Projekt war allerdings mit einem umstrittenen Gestaltungsplan für den HB-Südwest gekoppelt und wurde von der Stimmbevölkerung abgelehnt. Auch die hohen Kosten wurden kritisiert.

#### Lettenviadukt
Der Lettenviadukt ist eine umgenutzte Eisenbahnbrücke, welche seit 1998 teilweise dem Fuss- und Veloverkehr zur Verfügung steht. 2003 wurde die Verlängerung bis zur Josefstrasse provisorisch eröffnet. Im Jahr 2008 hat das Tiefbauamt der Stadt Zürich (TAZ) begonnen, eine neue Wegoberfläche aus einem Belag von drei Meter breiten Betonplatten zu verlegen. Der erneuerte Fuss- und Radweg wurde im Herbst 2009 der Öffentlichkeit übergeben. Eine Verlängerung der Veloverbindung – über das Gleisfeld zum PJZ – ist seit 2011 im Gespräch und befindet sich derzeit in der Vorprojekt-Planung.

#### Velotunnel

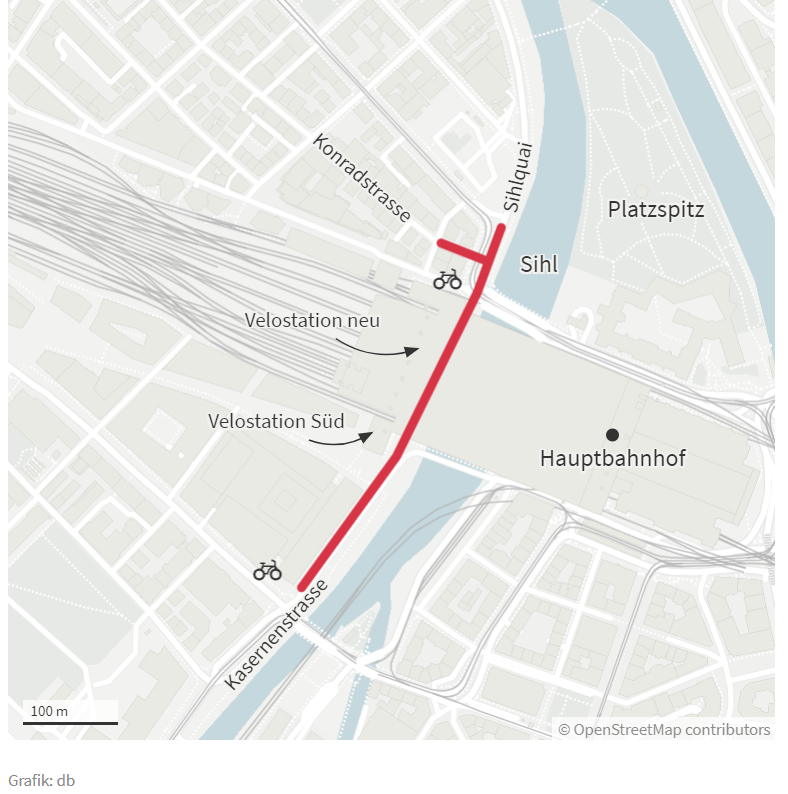
Velotunnel unter HB

Für das Zürcher Expressstrassen-Y wurden während des Baus des Bahnhofs Museumsstrasse 1990 bereits die beiden Tunnelröhren unter dem Hauptbahnhof parallel zur Sihl erstellt. Das umstrittene Autobahnprojekt wird zurzeit nicht weiterverfolgt, also war dieser Tunnelabschnitt bisher ungenutzt und dient seit 2025 als Velotunnel. Das Umnutzungsprojekt wurde am 13. Juni 2021 durch die stadtzürcher Bevölkerung mit 74,1 % Ja-Stimmen angenommen. Die Kosten wurden mit 28 Millionen Franken veranschlagt, wovon ein Drittel für den Rückbau der Veloinfrastruktur vorgesehen ist, für den Fall, dass das Tunnelstück ab den 2040er-Jahren für den Autoverkehr benötigt wird. Ab Ende 2022 wurde am 36 Millionen Franken teuren Projekt gearbeitet. Das Projekt beinhaltete auch die Erweiterung der Velostation Süd mit ungefähr 900 Abstellplätzen, welche ebenfalls im bereits erstellten Tunnel untergebracht wurden.

## Velostationen und -parkierung
Die Stadt Zürich betreibt vier Velostationen an den Standorten Europaplatz, Passage Oerlikon, Andreasstrasse und Mühlebachpärkli. Weitere Stationen sind in Planung. Die Station Europaplatz beim Hauptbahnhof wird als Integrationsprojekt von der Asylorganisation Zürich betrieben.

## Veloverleihsysteme

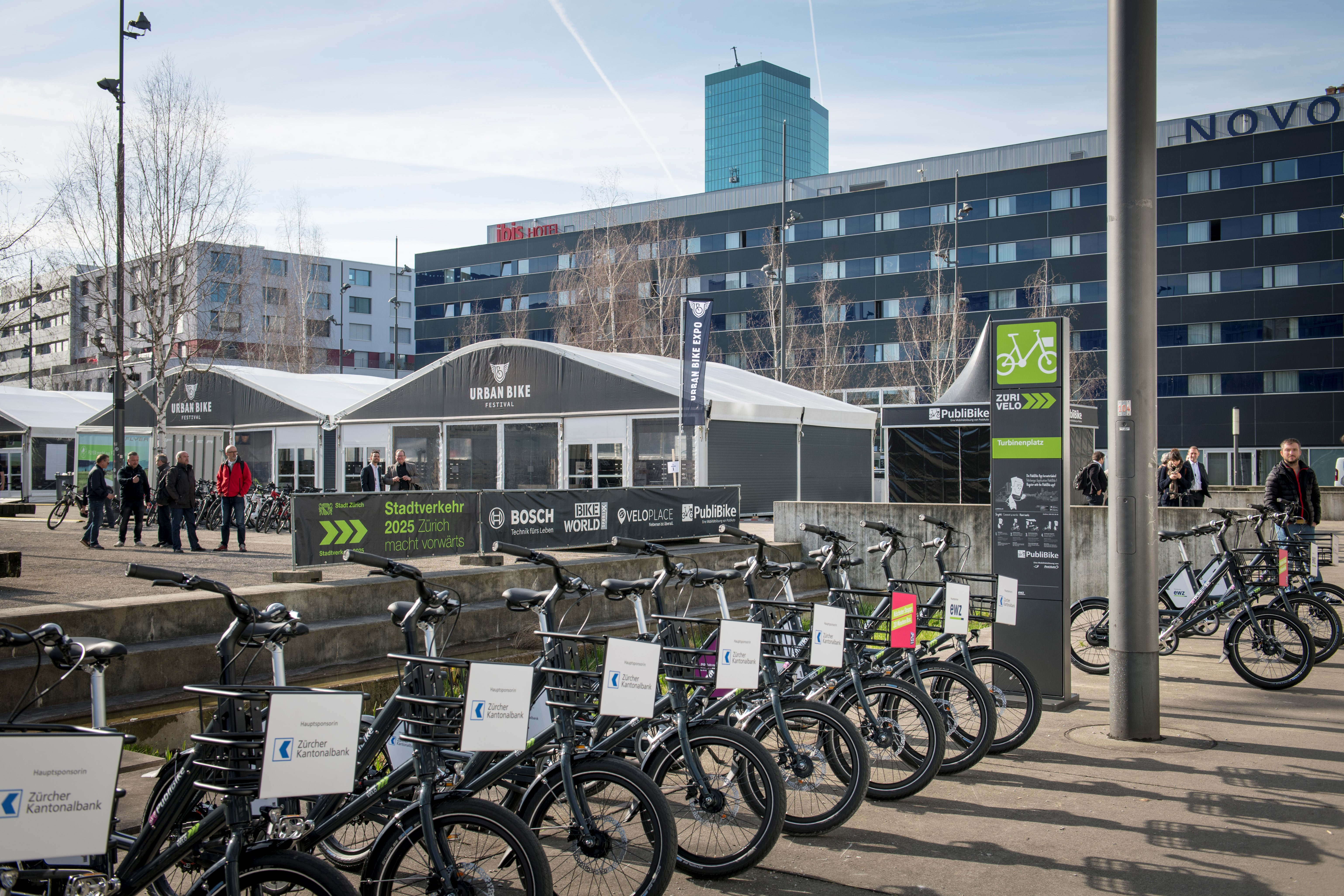
Publibike-Station am Turbinenplatz

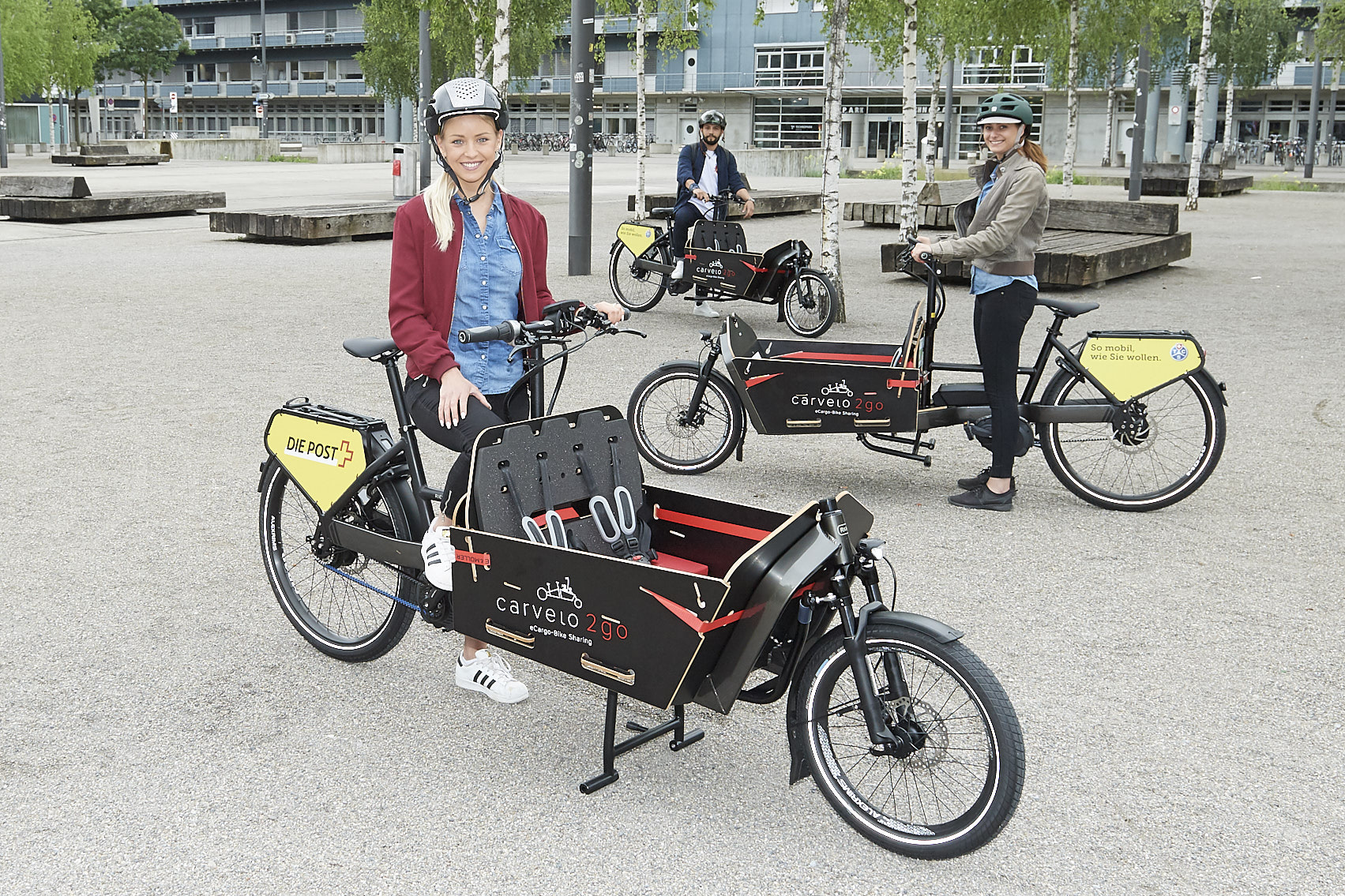
Cargovelos von Carvelo2go auf dem Turbinenplatz

Zürich verfügt über diverse Systeme für den Verleih von Velos und E-Trottinette. Folgende Verleiher von Velos und E-Bikes sind und waren in Zürich aktiv:
- Von der Stadt wird seit Mitte der 1990er Jahre ein Gratis-Veloverleihsystem unter dem Namen «Züri rollt» betrieben. Die Velos lassen sich gegen eine Kaution bei städtischen Velostationen ausleihen. Es handelt sich dabei um ein Integrationsprojekt.
- An 29 Standorten lassen sich Cargovelos von carvelo2go mieten. Das Angebot wurde 2017 mit 22 Standorten in Betrieb genommen.[19]
- Im Sommer 2018 startete Publibike unter der lokalen Marke «Züri Velo» den Betrieb mit 30 Stationen und 350 Fahrzeugen.[20] Das System stellt stationsgebunden neben Velos auch Elektrovelos zur Nutzung bereit und ist auf Kurzzeitmiete ausgelegt. Das Angebot wurde seither kontinuierlich ausgebaut, Ende 2019 waren in Zürich und einigen Agglomerationsgemeinden 145 Stationen mit insgesamt 1450 Velos vorhanden.[21]
- Die Systeme von Lime Bike und oBike haben in der Vergangenheit ebenfalls standortunabhängige Mietvelos angeboten.

2020 betreiben die fünf Anbieter Bird Ride, Circ, Lime Bike, Tier Mobility und VOI Verleihsysteme für E-Trottinette mit insgesamt 2350 Fahrzeugen.
Von 2016 bis 2021 betrieb Bond Mobility ein Verleihsystem für E-Bikes, zuerst unter dem Namen Smide. Es handelte sich um Motorfahrräder mit einer Höchstgeschwindigkeit mit Tretunterstützung von 45 km/h. Ohne Registrierung mit einer Kopie des Führerschein konnten die E-Bikes auch mit gedrosselter Geschwindigkeit auf 25 km/h genutzt werden. Im September 2021 musste Bond Konkurs anmelden.
Zürich ist damit gemäss einer Studie der ZHAW die Stadt mit den zweitmeisten Verleihfahrzeugen pro Kopf nach Paris. Die Standorte der Fahrzeuge werden in Echtzeit im Online-Kartendienst von Swisstopo veröffentlicht.

## Rennsport
Zürich hat eine lange Radrenntradition und war Standort diverser Radrennen sowie ein regelmässiges Etappenziel der Tour de Suisse. Zuletzt 2014 wurden die Traditionsrennen Meisterschaft von Zürich (Züri Metzgete) sowie das Zürcher Sechstagerennen durchgeführt. Die Tortour ist ein mehrtägiges Ultracycling Non-Stop-Radrennen, welches jährlich stattfindet.
Die Stadt war zudem wiederholte Gastgeberin für die Weltmeisterschaften im Strassenradsport, veranstaltet durch Union Cycliste Internationale. Zürich ist Austragungsort der Weltmeisterschaft 2024 im September dieses Jahres.

## Besondere Routen und Strecken

### Velovorzugsrouten
Von den 50 Kilometern geplanten Velovorzugsrouten auf Quartierstrassen wurde Ende 2020 ein 1,3 Kilometer langes Teilstück auf der Baslerstrasse in Altstetten realisiert. Bis Ende 2021 hätten nach ursprünglicher Planung 15 Kilometer Velovorzugsrouten realisiert sein sollen. Autofrei sind die neuen Routen nicht. Die zulässige Höchstgeschwindigkeit auf den Velovorzugsrouten beträgt 30 km/h und die Velofahrenden sind vortrittsberechtigt. Die Schneeräumung soll vom Winterdienst mit hoher Priorität behandeln werden, so dass die Velovorzugsrouten innert vier Stunden geräumt werden können.
Die erste Velovorzugsroute von Altstetten in den Kreis 4, rund drei Kilometer lang, wurde im März 2023 eröffnet. Der Autoverkehr wurde entlang der Strecke neu geregelt. Zwischen Fahrbahn und Parkfeldern besteht ein breiter Sicherheitsabstand. Rote Markierungen signalisieren Gefahrenstellen, und ein grünes Band am Strassenrand, 40 Zentimeter breit, dient der Markierung der Strecke und nicht als Fahrradstreifen. Aus den Erfahrungen mit dieser Strecke sollen Erkenntnisse für die weiteren Routen gewonnen werden. Im Oktober 2023 wurde mit dem Bau einer 2,5 Kilometer langen Velovorzugsroute begonnen, die den Bahnhof Stadelhofen mit dem Bahnhof Tiefenbrunnen verbinden wird.
Gegen einige der geplanten Velovorzugsrouten wurden jedoch Rechtsmittel ergriffen, weshalb sich der weitere Ausbau der entsprechenden Abschnitte verzögert. Gerichte haben bestätigt, dass die Aufhebung von Parkplätzen in der Blauen Zone zulässig sei. Für die erste Velovorzugsroute mussten 114 Parkplätze gestrichen werden, mit Hunderten weiteren wird gerechnet.

### Radwanderrouten
Mehrere Radwanderrouten führen durch, starten oder enden in Zürich, zum Beispiel die Mittelland-Route, die nationale Veloroute 5 des Netzes von Veloland Schweiz.

### Mountainbikerouten
Die regionale Mountainbikeroute 22 Zürich–Einsiedeln startet in Zürich. Sie gehört zum Routennetz von Mountainbikeland Schweiz von SchweizMobil.

### Biketrails
In unmittelbarer Stadtnähe finden sich am Zürcher Hausberg, dem Uetliberg, zwei Biketrails. Ein weiterer Biketrail wird am Adlisberg betrieben. Auf dem Zürichberg gibt es einen Pumptrack. Es gibt zudem einen Jump Park beim Sihlcity und mehrere Bike-Parcours für Kinder.

### Rennbahnen
Im Zürcher Ortsteil Oerlikon befindet sich die Offene Rennbahn Oerlikon. Es handelt sich um die älteste in Betrieb stehende Sportanlage der Schweiz mit einer Länge von 333 Metern.
Die Velorennbahn Hardau war von 1892 bis 1911 in Betrieb.

## Zahlen und Statistiken
Das Tiefbauamt der Stadt Zürich misst seit 2009 den Veloverkehr mit automatischen Zählgeräten. Zurzeit sind 24 Zählgeräte an 21 Standorten in Betrieb. Die so erhobenen Daten sind ein Element zur Beurteilung der Veloförderung und werden in einem Open-Data Portal frei zugänglich gemacht.
Die Messungen zeigten ein kontinuierliches Wachstum des Veloverkehrs mit einer Steigerung von 57 % über alle Messstellen im Zeitraum von 2012 bis 2019.
Seit dem Jahr 2023 sind ist der Aufwärtstrend von Verkehrsunfällen mit Velos, E-Bikes und E-Trottis gebrochen. Dies trotz zunehmendem Verkehr.

## Vereine und Initiativen
In Zürich gibt es folgende Vereine und Initiativen zum Thema Radfahren und -sport.
- «Pro Velo Kanton Zürich»[39]
- «Velo Mänsche Züri»[40]
- «Radfahrer-Verein Zürich», Verein zur Förderung des Radsports[41]
- «ZüriTrails», Mountainbike-Verein zur Verbesserung der Bikeinfrastruktur[42]
- «singletrailzh.ch», Sammlung von Singletrail-Touren[43]
- VeloCity-Guide Zürich, Unabhängiges Magazin[44]
- Urban Bike Festival, mehrtägiges Velo-Festival[45]
- Veloradio[46] Erstellen als selbstbezeichnete "Bicycle advocates based in Zurich" Content für mehrere Social-Media-Plattformen
- velObserver[47] betreibt online eine Karte mit aktuellen Bewertungen der Vorzugsrouten in Zürich

## Anlässe
Wie in diversen anderen Städten findet auch in Zürich jeweils am letzten Freitag im Monat eine Critical Mass statt. Ende Mai 2021 nahmen unerwartet bis zu 10'000 Personen am Umzug teil (gemäss Schätzungen). Sie bildeten einen vier Kilometer langen Pulk und vereinnahmten gewisse Kreuzungen während bis zu 25 Minuten. Der friedliche Anlass erfuhr eine grosse Rezeption in Medien und Politik. Im Mai 2022 wurde ein Vorstoss der FDP, welche eine Bewilligungspflicht forderte, vom Gemeinderat abgelehnt. Mehrmals pro Jahr wird auch eine Kidical Mass durchgeführt.